# Marmarameer

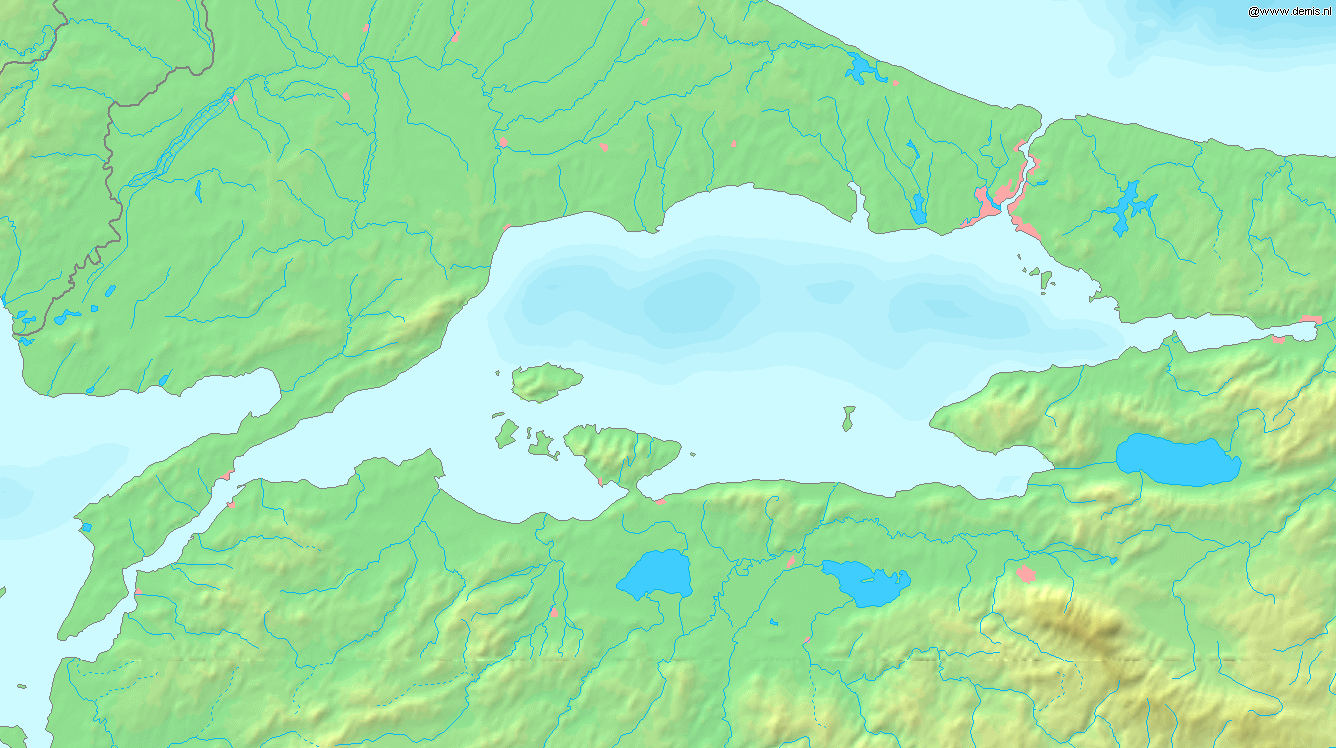
Das Marmarameer

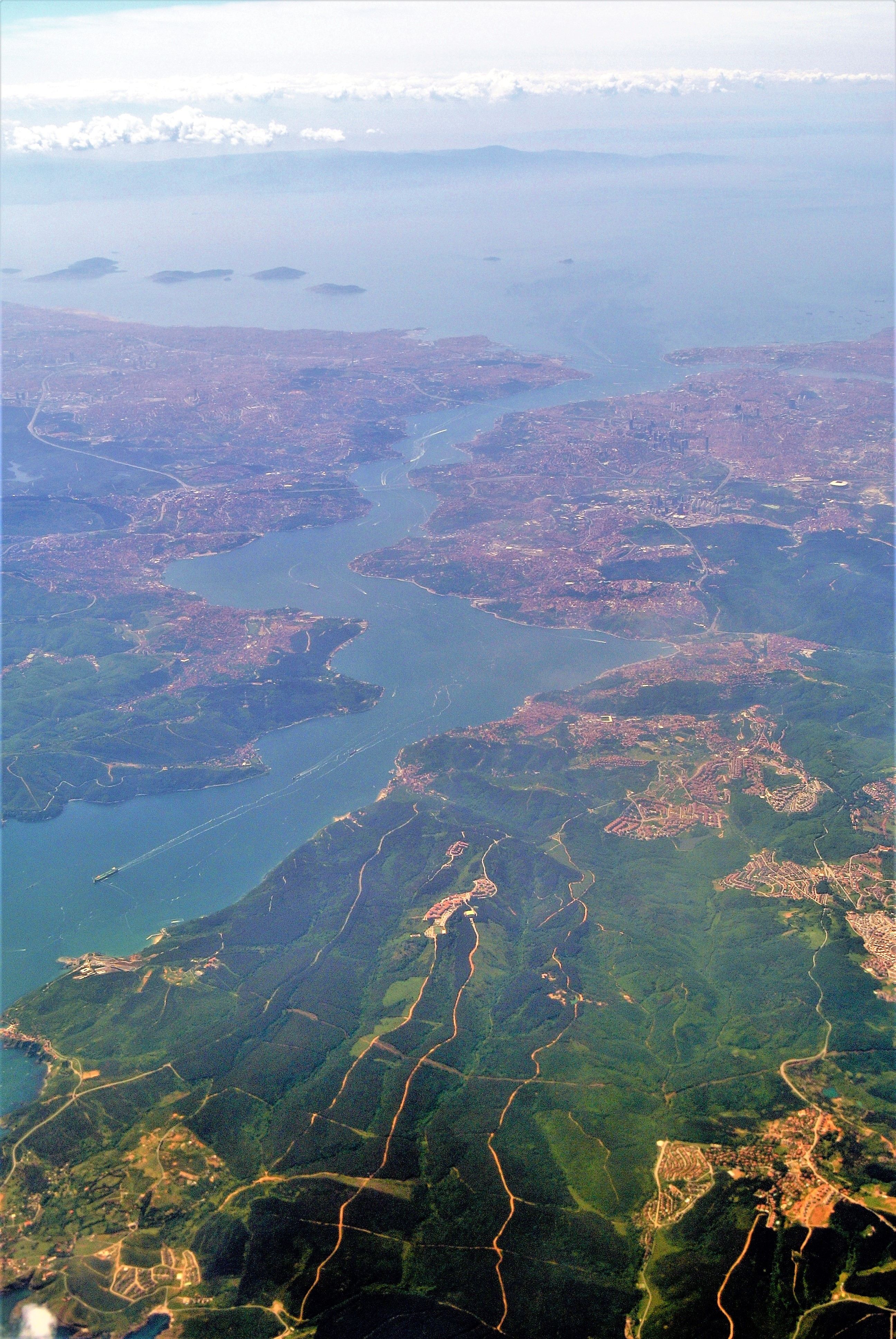
Der Bosporus, Istanbul und das Marmarameer im Hintergrund

Das Marmarameer (türkisch Marmara Denizi, in der Antike Propontis, veraltet Marmorameer) ist ein Binnenmeer des Mittelmeers. Über Bosporus und Dardanellen verbindet es das Schwarze Meer mit der Ägäis. Salzarmes Wasser strömt an der Oberfläche aus dem Schwarzen Meer durch das Marmarameer in das Mittelmeer. Die verkehrsgünstige Lage begünstigte die Entstehung der Millionenmetropole Istanbul am Nordufer.
Das Marmarameer liegt zwischen Europa und Asien und hat eine europäische Nord- und eine asiatische Südküste. Es stellt somit einen Abschnitt der innereurasischen Grenze dar. Das Meer liegt auf der Nordanatolischen Verwerfung und ist somit häufiger Schauplatz von Erdbeben und Tsunamis.
Der reiche Fischgrund, in dem insbesondere Sardellen gefangen werden, leidet unter dem industriellen Kerngebiet am Nordufer des Meeres ebenso wie unter dem exzessiven Schiffsverkehr, den die zentrale Lage des Meeres hervorruft. Ebenso trug diese strategische Lage dazu bei, dass die Passage durch das Meer umkämpft war und ist, da das Meer gleichzeitig ein türkisches Binnenmeer ist, dessen Befahrung aber multilateralen Verträgen unterliegt.
Die Schleimplage im Marmarameer hat für irreversible Schäden gesorgt. Durch die gräuliche Masse sind bereits 60 Prozent der Spezies verschwunden.

## Namensherkunft
Seinen Namen (Bedeutung: Marmormeer) hat dieses Meer von der darin liegenden Marmara-Insel (Marmorinsel; im Altertum Prokonnesos), die 21 km lang und 10 km breit ist, etwa 130 km² umfasst und neben dem berühmten weißen Marmor (daher der Name) besonders Wein, Getreide und Oliven liefert. In einigen anderen Sprachen wird es als „Marmormeer“ bezeichnet.

## Geografie

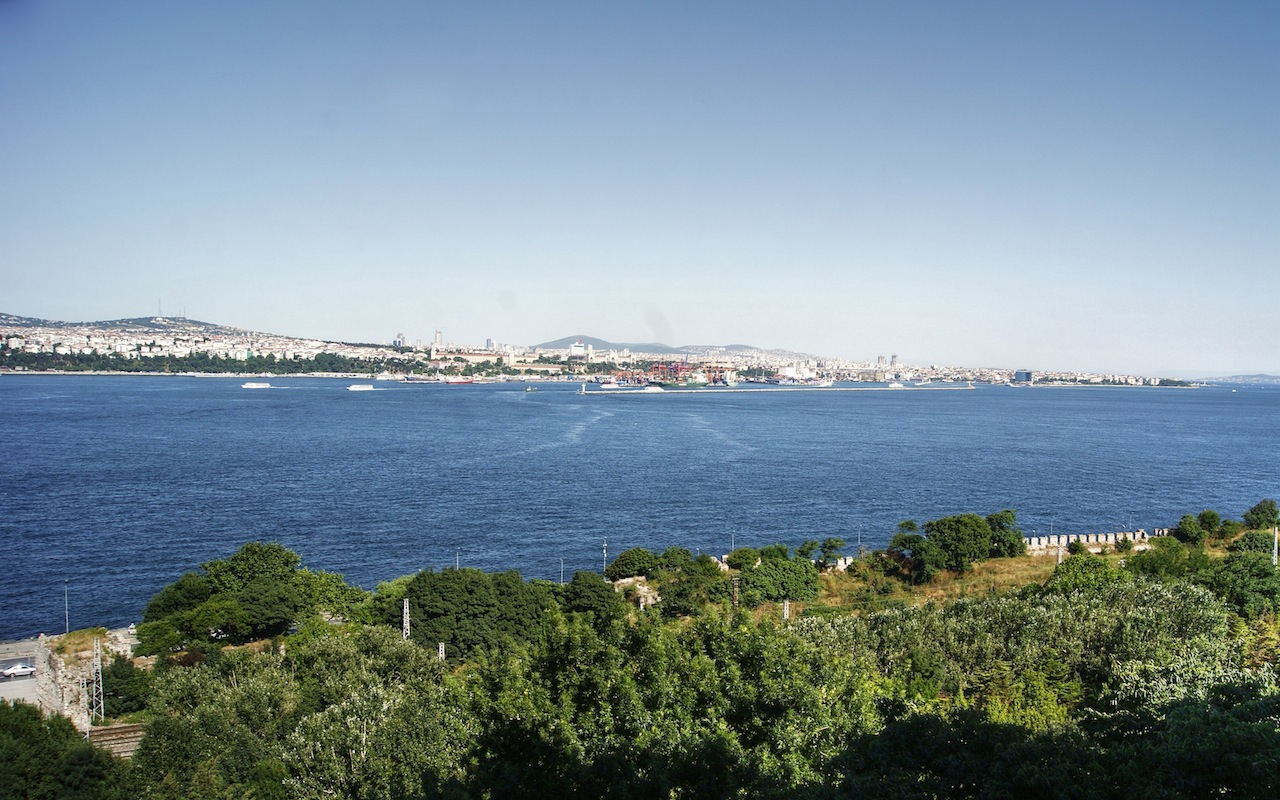
Ausgang des Bosporus ins Marmarameer in Istanbul

### Lage und Gestalt
Das Meer ist von Gelibolu bis İzmit 282 km lang und 80 km breit. Das Marmarameer bedeckt eine Fläche von 11.655 km², davon entfallen 182 km² auf Inseln, das Volumen beträgt 3378 km³. Die Küstenlinie beträgt 928 Kilometer, das Meer ist komplett von der Marmararegion der Türkei umgeben.
Die Wassertiefe beträgt in der Nähe der Küste meist nur 50 Meter und liegt an den tiefsten Stellen bei etwa 1355 Meter. Im Osten bildet es den Golf von İzmit, im Südosten den Golf von Mudanya. Das Marmarameer ist durch die Dardanellen mit dem Ägäischen Meer verbunden sowie durch den Bosporus (Straße von Istanbul) mit dem Schwarzen Meer.
Der Marmaragraben nimmt knapp die Hälfte der Meeresfläche ein und erreicht Tiefen von 1300 Meter. Ungefähr 57 % der Fläche bestehen aus flachen Schelfgebieten. Der Marmaragraben gliedert sich in drei große Becken, das Çınarcık-Becken, das Zentralbecken und das Tekirdağ-Becken. Zwischen Çınarcık- und Zentralbecken liegt das kleinere Silivri-Becken. Die Becken sind durch komplexe Verwerfungen voneinander getrennt, die Tiefen von etwa 500 bis 700 Metern erreichen. Vom flacheren Meer trennen sie steile Abhänge.
In der südlichen Hälfte des Meeres befindet sich ein Schelf-Gebiet, das weniger als 100 Meter Wassertiefe erreicht. Auch dort gibt es mehrere Becken und Anhöhen, die jedoch größtenteils von Sedimenten aufgefüllt sind. Vermutlich tragen die Flüsse Biga Çayı, Gönen Çayı und Nilüfer Çayı, die von Süden aus in das Meer fließen, ausreichend Sedimente mit sich, um die Unregelmäßigkeiten des Bodens zuzudecken.

### Salzgehalt und Strömungen

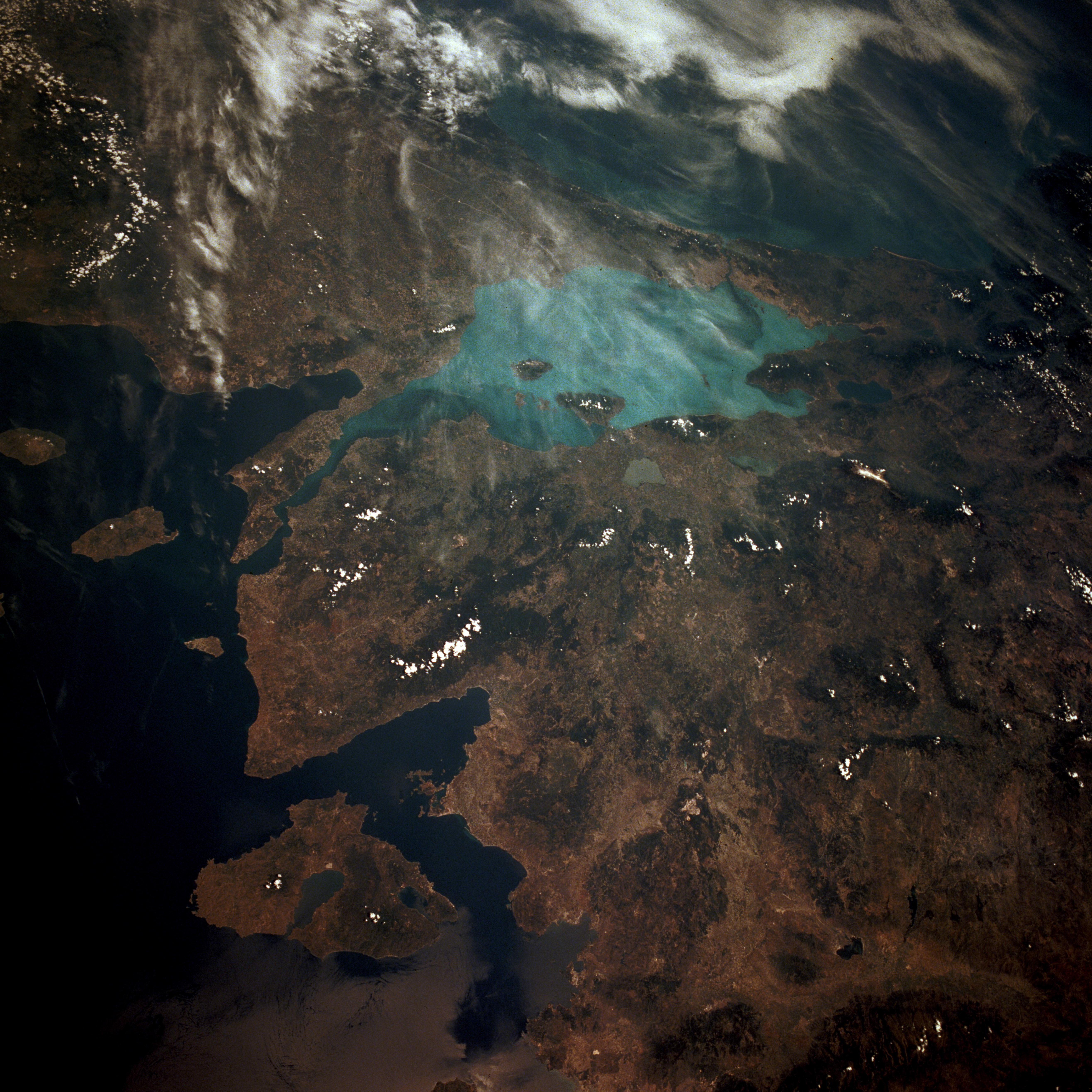
Satellitenaufnahme des Meeres; die deutlich sichtbare Strömung aus dem Bosporus bestimmt die Oberflächenhydrografie des Meeres

Die Wasserzirkulation im Marmarameer folgt demselben Muster wie die in allen türkischen Meerengen: An der Oberfläche fließt salzarmes Oberflächenwasser aus dem Schwarzen Meer nach Süden, da das Schwarze Meer über der Ägäis liegt. In tieferen Wasserschichten bestimmt der unterschiedliche Salzgehalt zwischen salzreicher Ägäis und dem salzarmen Schwarzen Meer den Wasserhaushalt, sodass Tiefenströmungen von der Ägäis durch das Marmarameer ins Schwarze Meer fließen. Dabei fließen im Jahr etwa 587 km³ brackiges, leichtes Wasser aus dem Marmarameer in die Ägäis, in umgekehrter Richtung 381 km³ schweres salzreiches Wasser.
Im Marmarameer lassen sich dementsprechend zwei Wasserschichten klar trennen, die von einer etwa acht bis zehn Meter breiten Übergangsschicht getrennt werden. An der Oberfläche bis in etwa 15 Meter Tiefe befindet sich Wasser aus dem Schwarzen Meer mit einer Salinität von etwa 18, wobei der Salzgehalt in Richtung Ägäis zunimmt. Die obere Schicht mit einem Volumen von etwa 230 km³ wird in vier bis fünf Monaten vollständig ausgetauscht. Die Schichten weisen untereinander kaum eine Verbindung auf, so dass die tiefe Schicht auf den Zufluss von sauerstoffreichem Wasser aus der Ägäis angewiesen ist. Nur aufgrund der Bedingungen im Marmarameer selbst würden in tieferen Wasserschichten dieselben anoxischen Bedingungen auftreten wie in den tiefen Wasserschichten des Schwarzen Meers.
In tieferen Schichten des Ägäiswassers liegt die Salinität bei 38. Besonders im Winter kommt es nahe den Mündungen aufgrund von Abkühlungs- und Sinkeffekten sowie Stürmen zu stärkeren Vermischungen, sodass der Salzgehalt nahe dem Bosporus in diesen Monaten auf 23 steigt. Die tiefe Wasserschicht (3378 km³) benötigt sechs bis sieben Jahre, um sich einmal zu erneuern.
Die hauptsächliche Oberflächenströmung verläuft im Uhrzeigersinn, sie wird vom hereinfließenden Wasser durch den Bosporus angetrieben. Varianzen über das Jahr ergeben sich durch verstärkte Bosporusströmung in den von der Schneeschmelze beeinflussten Frühlingsmonaten und von Stürmen in den Wintermonaten.
Entstanden sind diese Strömungsverhältnisse und die besagte Wasserschichtung vor etwa 7000 Jahren.

### Klima
Das Klima über dem Marmarameer widerspiegelt die mittlere Lage zwischen Mittelmeer und Schwarzem Meer. Obwohl generell ein Mittelmeerklima herrscht, ist die Trockenheit im Sommer im Vergleich abgemildert. Die Regenmenge liegt im Sommer bei etwa 40 mm/Monat im Nordosten und bei 10 mm/Monat in der Gegend der Dardanellen. Im Winter regnet es im Schnitt etwa 10 bis 15 Tage im Monat, dabei fallen um die 120 mm Niederschlag. Im Norden des Meeres kann im Januar und Februar der größere Teil des Niederschlags als Schnee niedergehen. In den Wintermonaten können die Temperaturen im Norden des Meeres unter null Grad sinken, bleiben aber nur selten über den ganzen Tag bei diesem Wert. Nebel kommt im Winter an etwa ein bis zwei Tagen im Monat vor, ein lokales Hoch liegt an der Südküste, wo sich der langjährige Schnitt bis zu vier Regentagen aufschwingt.
Im Marmarameer herrschen nordöstliche Winde vor (etwa 60 %), gefolgt von südöstlichen mit 20 %. Die durchschnittliche Windgeschwindigkeit beträgt vier Meter pro Sekunde. Starkwindereignisse mit Windgeschwindigkeiten zwischen 8 und 25 m/s bei mehr als 16 Stunden Dauer kommen vor allem in den Wintermonaten in der Nähe des Bosporus vor. Die nordöstlichen Sommerwinde sind dabei auf der europäischen Nordseite deutlich ausgeprägter als auf der Südseite, dort bieten zudem die zahlreichen Inseln Schutz vor dem Wetter.

### Küste und Städte

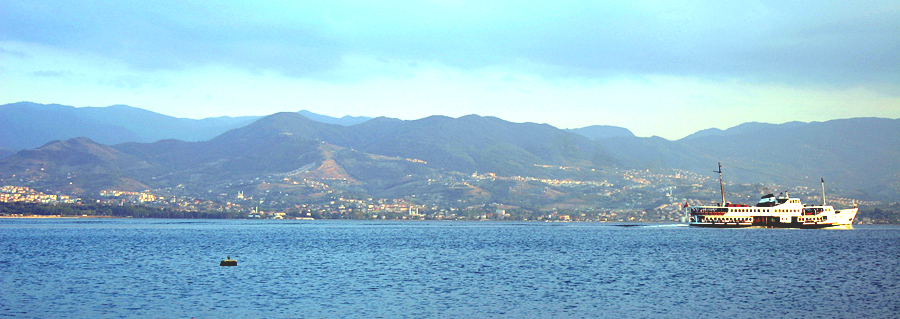
Fähre vor İzmit an der Ostküste

Während die Südostküste durch Gebirge und den Zufluss mehrerer großer Flüsse in das Marmarameer gekennzeichnet ist, ist die Nordküste wesentlich flacher, die Thrakische Ebene setzt sich zumindest in Teilen bis an das Marmarameer fort. In der Küstenzone des Marmarameers, insbesondere an der Nordküste befindet sich das wirtschaftlich-industrielle Zentrum der Türkei. Im Bereich der Marmaraküsten lebt ein Viertel der türkischen Bevölkerung.
Die gesamte Küstenregion des Marmarameeres ist städtisch geprägt, Häfen und Industrieanlagen finden sich entlang der gesamten Küstenregion. Die städtische Verdichtung erreicht ihren Höhepunkt insbesondere im Nordosten zwischen Bursa und vor allem Istanbul. Neben Istanbul und Bursa gibt es noch drei größere und wichtige Städte: İzmit, Bandırma, Tekirdağ.
Beherrschende Stadt am Marmarameer ist die 13-Millionen-Einwohner-Metropole Istanbul, die beiderseits der Mündung des Bosporus in das Marmarameer liegt. Sie geht auf die beiden Städte Chalcedon, gegründet 688 v. Chr., auf der asiatischen Küstenseite und Byzanz, gegründet 671 v. Chr., auf der europäischen Seite der Mündung zurück. Während der Hafen von Konstantinopel ursprünglich am Goldenen Horn im Bosporus lag, stellte sich mit dem Aufstieg der Stadt heraus, dass dieser von Süden nur schwer zu erreichen war, bald folgten große künstliche Hafenbecken am Marmarameer.

### Inseln
Die Inseln im Marmarameer liegen vor allem auf der südlichen, asiatischen Seite, auf der das Schelfgebiet deutlich breiter ist. Dort liegt die Gruppen der Marmarainseln und die nahe gelegene Halbinsel Kapıdağ, die Molainsel und İmralı. Die Prinzeninseln liegen zwar auf der asiatischen Seite des Meeres, aber nördlich des Marmaragrabens. Die Marmarainseln liegen im südwestlichen Teil des Marmarameeres. Vier der sieben Inseln sind bewohnt: Marmara-Insel, Avşa, Paşalimanı und Ekinlik, besonders Avşa ist durch den Fremdenverkehr geprägt.

## Geologie

### Entstehung des Marmarameers

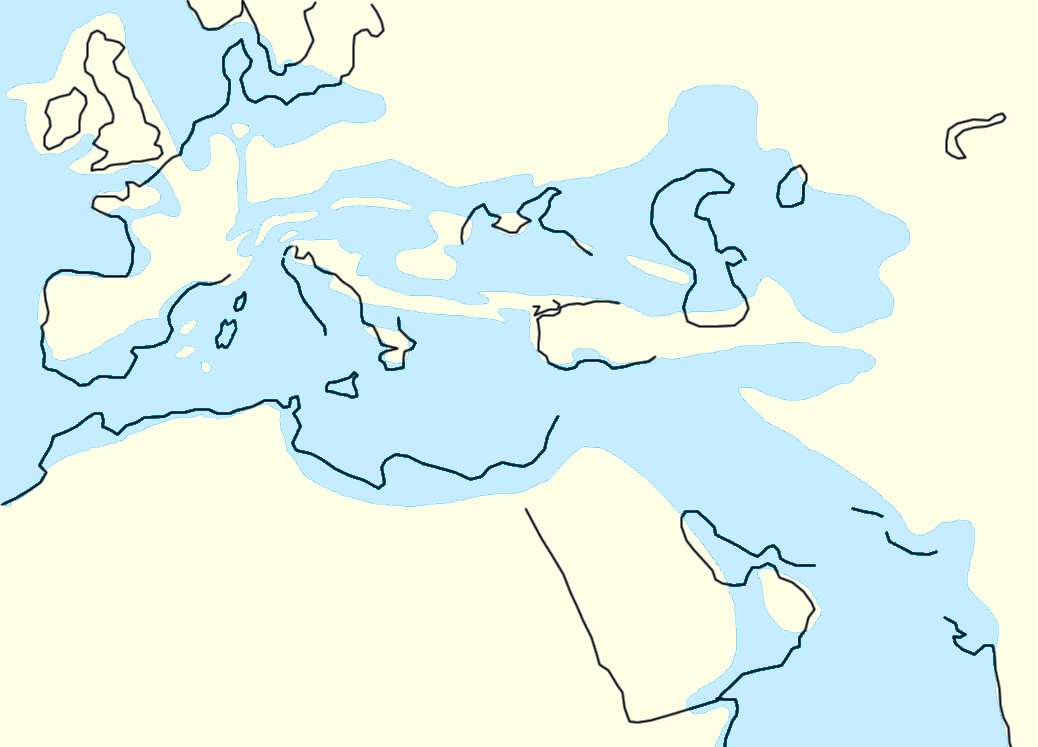
Annäherung an Tethys/Mittelmeer und Paratethys zur Zeit ihrer Trennung vor etwa 33 Millionen Jahren

Die genaue Entstehung des Marmarabeckens und seine Verbindungen zu Mittelmeer und Schwarzem Meer sind nicht abschließend geklärt. Das Mittelmeer ist ein Rest des Urozeans Tethys. Davon trennten die sich auffaltenden Gebirge im Süden Europas (Pyrenäen, Alpen, Karpaten, Dinarisches Gebirge, Taurusgebirge) den Randozean die längste Zeit von Land eingeschlossene Paratethys ab, deren Reste Schwarzes Meer sowie Kaspisches Meer und Aralsee sind. Das Gebiet der Marmarasee gehörte ursprünglich zur Gebirgskette, die Mittelmeer und Paratethys voneinander trennte.
Vor etwa sechs Millionen Jahren begann sich das Meer durch die Aktivitäten der anatolischen Platte und die Bildung des Marmaragrabens auszuprägen, bereits zu dieser Zeit war sie zumindest zeitweilig mit der Parathetys und dem Mittelmeer verbunden. Fossilien, die einige Millionen Jahre jünger sind, deuten wiederum darauf hin, dass vor drei Millionen Jahren kein Kontakt zwischen Mittelmeer und Marmarameer bestand, so dass es wieder zu einer Erhöhung in der Region gekommen sein muss.
Unter Wissenschaftlern besteht ebenso kein Konsens, wie sich die Verbindung zum Schwarzen Meer in den letzten Jahrtausenden gestaltete. Die traditionelle und am weitesten akzeptierte Theorie besagt, dass das Marmarameer schon etwa 8200 v. Chr. die Wasserhöhe erreichte, um über den Bosporus zu fließen, und dass sich die Verhältnisse in den letzten Jahrtausenden nicht weiter änderten. Die 1998 veröffentlichte Sintflut-These von William Ryan und Walter Pitmann dagegen beinhaltet, dass sich die Verbindung erst ca. 5500 v. Chr. bildete, wobei das mehrere hundert Meter tiefer liegende Schwarze Meer katastrophenartig überschwemmt wurde. Eine andere Verbindung zwischen Marmarameer und Schwarzem Meer als über den Bosporus, beispielsweise über den Golf von İzmit, Sapanca Gölü oder das Tal des Sakarya ist ebenfalls möglich. Dass das Marmarameer seit etwa 11000 v. Chr. mit der Ägäis verbunden war, ist hingegen unstrittig, da die Dardanellen deutlich tiefer sind als der Bosporus.

### Die Nordanatolische Verwerfung
Durch das Marmarameer verläuft die Verlängerung der Nordanatolischen Verwerfung, die sich durch die Dardanellen in der nördlichen Ägäis fortsetzt. Bei dieser Transformstörung laufen die Eurasische und die Afrikanische Platte gegeneinander. Vermutlich hat sich die Anatolische Platte von der Afrikanischen Platte abgespalten. Geschoben durch die Arabische Platte im Osten und bewegt und beeinflusst von der Afrikanischen Platte, die sich unter die Anatolische Platte schiebt, bewegt sich die Anatolische Platte beim Marmarameer etwa 25 mm im Jahr nach Westen. An der Ägäis schiebt sie sich unter die Eurasische Platte. Diese Konstellation löst immer wieder schwere Erdbeben aus.
Die Nordanatolische Verwerfung (NAF – North Anatolian Fault) spaltet sich auf etwa 31 Grad östlicher Länge in drei Hauptarme, von denen zwei durch das Marmarameer laufen. Der mittlere Hauptarm verläuft entlang der Südküste des Meeres, der nördliche Arm durch den Marmaragraben. Besonders der nördliche Arm hat zahlreiche Seitenarme, und ist der seismisch aktivste der drei Arme. Er ist insbesondere für schwere Erdbeben verantwortlich, die Istanbul treffen. Das letzte davon ereignete sich 1509.
Während die nordanatolische Verwerfung über den größten Teil der Strecke eine vergleichsweise simple Linie ist, nimmt die Verwerfung am Boden des Marmarameers mehrere Kilometer Breite ein. Lange Zeit war umstritten, ob sich dort die Nordanatolische Verwerfung fortsetzt oder sich im Marmarameer und der Ägäis eine Übergangszone befindet, ebenso wie Zahl und Struktur der Verwerfungen am Meeresgrund unsicher waren. Mittlerweile sind die Messtechniken wesentlich ausgereifter. Die Geologie interpretiert die Becken als auseinandergezogene Strukturen eines NAF-Arms.

### Erdbeben

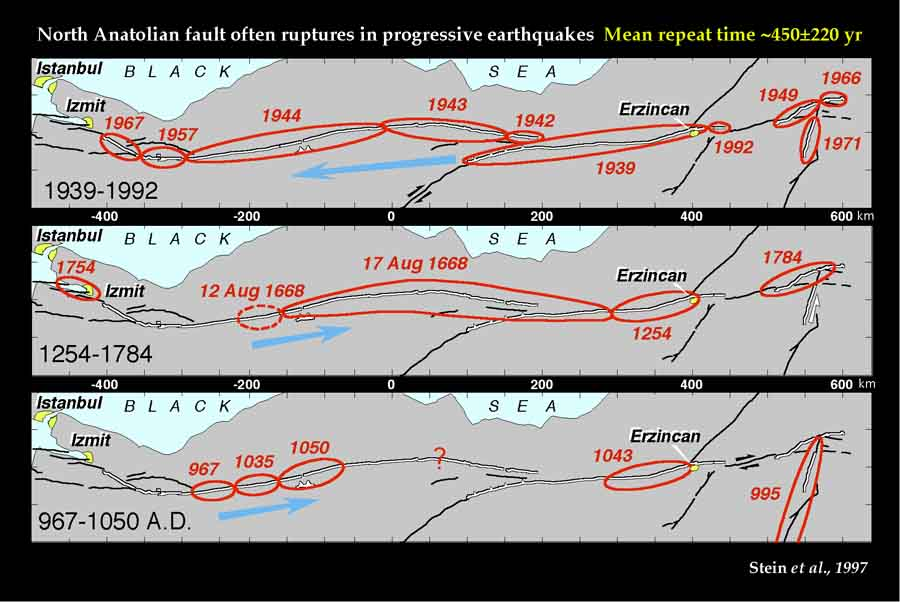
Sukzessive Erdbeben entlang der Nordanatolischen Verwerfung. Seit 1939 ziehen sich Erdbeben immer weiter nach Westen Richtung Marmarameer. Das letzte, das Erdbeben von Gölcük 1999 am Golf von İzmit, ist hier noch nicht verzeichnet.

Historische Aufzeichnungen sprechen seit 1300 v. Chr. von 300 Erdbeben und vierzig schweren Tsunamis im Marmarameer, die meisten davon im Golf von İzmit. Der letzte ereignete sich am 17. August 1999, erreichte an der Nordküste des Golfs eine Höhe von 2,50 Metern und wurde durch das Erdbeben von Gölcük am Nordarm der Nordanatolischen Verwerfung ausgelöst. In den letzten 100 Jahren lässt sich zudem beobachten, dass sich eine Reihe schwerer Erdbeben entlang der Nordanatolischen Verwerfung nach Westen zieht, von denen das Erdbeben von Gölcük mit einer Stärke von 7,4 auf der Richterskala das bisher letzte war.
Geologen gehen mit einer Wahrscheinlichkeit von etwa 30–70 % davon aus, dass bis 2030 ein schweres Erdbeben mit einer Magnitude von mehr als 7 im Marmarameer stattfinden wird, vermutlich nicht weit von Istanbul entfernt. Risikoberechnungen gehen bei einem möglichen Erdbeben stärkster Magnitude von etwa 40.000 Toten und über einer Million Obdachloser in Istanbul aus. An der Ostküste sind Bursa, Kocaeli und Sakarya gefährdet, für Bursa werden schlimmstenfalls 35.000 Todesopfer erwartet, für die anderen beiden Städte jeweils über 10.000. Weitere 35.000 Tote in den angrenzenden ländlichen Gebieten könnten hinzukommen.

## Flora und Fauna
Zusammen mit der Adria ist das Marmarameer das Gebiet mit der höchsten Primärproduktion im vergleichsweise nährstoffarmen östlichen Mittelmeer. Beide Regionen sind durch bedeutende Wasserzuflüsse aus Flusssystemen gekennzeichnet, die starke Strömungen und starke jahreszeitliche Veränderungen im Wasserhaushalt mit sich bringen. Beides sind Faktoren, welche die Primärproduktion anregen. So liegt auch die davon abhängige Produktion von Zooplankton im Marmarameer bei 12.000 Individuen pro m³ gegenüber etwa 1500 in der nördlichen Ägäis, die Biomasse ist mit 90 Milligramm/m³ etwa doppelt so hoch wie in der Ägäis. Die Zahl der Grünalgen und Braunalgen unterliegt saisonalen Schwankungen, ist langfristig jedoch etwa ausgeglichen, da sich Wasser aus dem grünalgendominierten Schwarzen Meer und der braunalgendominierten Ägäis hier mischen.
Das Zooplankton hängt von dem des Mittelmeeres und damit auch dem des Atlantiks westlich der Straße von Gibraltar ab. Abgesehen von einigen Tiefseearten, den Arten tropischer Lebensräume und einigen subtropischen Arten kommen alle taxonomischen Gruppen des Atlantiks auch im Marmarameer vor.
Das Meer ist eine Übergangszone zwischen Schwarzem Meer und Ägäis/Mittelmeer. Das heißt: Es dient verschiedenen Lebewesen als Barriere, Korridor und Akklimatisationszone. Als Barriere bildet es die Verbreitungsgrenze zwischen warmwasserliebenden Meeresbewohnern des Mittelmeeres und an kälteres, salzarmes Wasser angepasste Lebewesen des Schwarzen Meeres. Andererseits gibt es viele Spezies von Fischen, Vögeln und Meeressäugern, die durch das Marmarameer zwischen Mittelmeer und Schwarzem Meer wechseln und das Marmarameer teilweise nutzen, um sich den anderen Lebensbedingungen anzupassen. Fische, die im Marmarameer überwintern, während sie im Schwarzen Meer Laichen und den Sommer verbringen sind Bonito (Sarda Sarda), Mittelmeermakrele und Blaufisch. Die Thunfischarten Roter Thun, Weißer Thun und Thonine folgten in den früheren Jahrzehnten diesen Fischschwärmen, die Thunfischwanderung ist in großer Zahl bis in den 1960er Jahren hinein dokumentiert. Mittlerweile sind alle drei Arten jedoch aufgrund der starken Verschmutzung im Schwarzen Meer vermutlich ausgestorben, die Marmara-Bestände entsprechend gesunken. Durch die Verschmutzung des Meeres sank die Anzahl der Fischarten im Marmarameer von ursprünglich etwa 170 auf etwa 25 (Stand: Jahr 2021).
Wie im Schwarzen Meer und der Ägäis, nicht aber im restlichen Mittelmeer, kommen im Marmarameer Schweinswale vor. Deren Zahl ist in den letzten Jahrzehnten allerdings dramatisch zurückgegangen. Bis 1983 waren sie noch häufiges Ziel von türkischen Fischern, seitdem macht ihnen die zunehmende Verschmutzung ihres Lebensraums zu schaffen, der sie unter anderem anfälliger für Epidemien macht. Die kommerzielle Fischerei stellt für sie sowohl eine Gefahr dar, da sie als Beifang enden können, aber auch weil die Überfischung des Meeres ihnen ihre Nahrungsgrundlage raubt. Ebenfalls ziehen gelegentlich Große Tümmler und vor allem Gemeine Delfine vom Schwarzen Meer in das Marmarameer.

## Menschliche Nutzung

### Rechtlicher Status

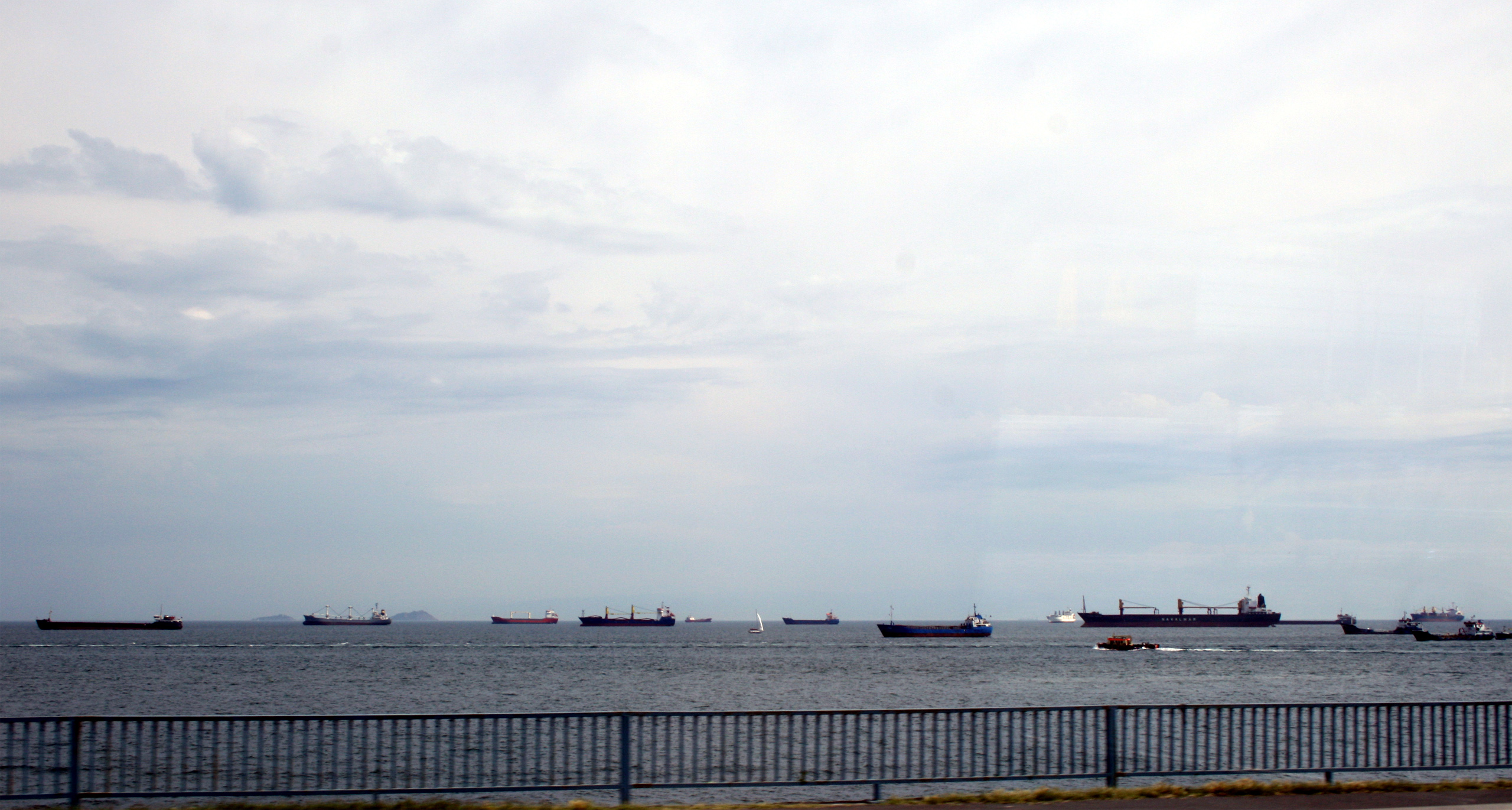
Schiffe warten auf dem Marmarameer auf ihre Einfahrt in den Bosporus

Das Marmarameer ist komplett von türkischem Staatsgebiet umgeben und gilt rechtlich als türkisches Binnengebiet. Aufgrund seiner Bedeutung für die internationale Schifffahrt unterliegt es wie die anderen Teile der türkischen Meerengen dem 1936 abgeschlossenen Vertrag von Montreux. Nach dem Vertrag dürfen alle nicht-militärischen Schiffe das Meer zu jeder Zeit ohne Formalitäten frei passieren. Dies gilt auch in Kriegszeiten, es sei denn, die Türkei ist im Kriegszustand, dann darf sie ihren direkten Gegnern den Zugang zum Meer verwehren.
Kriegsschiffe aus Anrainerstaaten des Schwarzen Meeres dürfen passieren, sofern sie der Türkei acht Tage vor Passage Nachricht erteilt haben, Kriegsschiffe aus anderen Staaten müssen dies 15 Tage im Voraus erledigen. Die freie Passage ist auf kleinere Schiffe beschränkt.
Im Zuge zunehmenden Schiffsverkehrs und einiger Unglücke stellte die Türkei Ende des 20. Jahrhunderts unilateral Regeln für die Passage durch die türkischen Meerengen auf. Für das Marmarameer waren die Regeln für den Meeresverkehr von 1994 entscheidend, die spezielle Regeln für große Schiffe und solche mit gefährlicher Fracht wie Öl- und Ölprodukten vorsahen. Ebenso räumte sich die Türkei das Recht ein, den Schiffsverkehr aufgrund klimatischer Bedingungen oder Unterwasserarbeiten in bestimmten Gebieten zeitweise ganz einzustellen. Diese allerdings musste der Staat vor allem aufgrund von Protesten Russlands und der Internationalen Seefahrts-Organisation (IMO) wieder aufheben, nach einigen Jahren der Verhandlungen und einer passiveren Haltung der IMO konnte sie diese jedoch wieder ausbauen.

### Schiffsverkehr

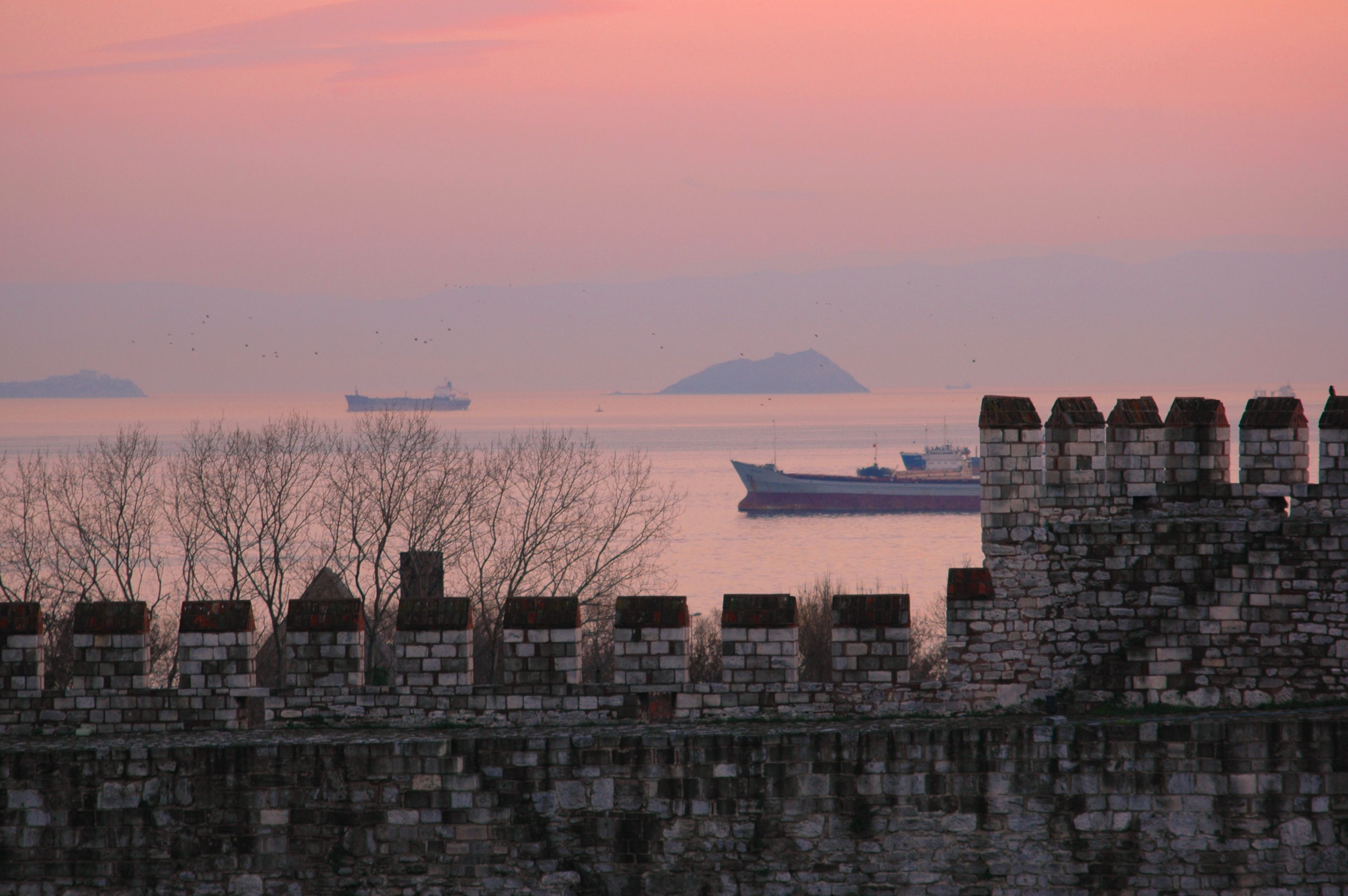
Schiffsverkehr im Meer

Das Marmarameer ist ein dichtbefahrenes Meer, jährlich finden auf dem Marmarameer etwa 50.000 Schiffsbewegungen statt. Davon waren 2005 etwa 35.000 Frachtschiffe aller Art, knapp 10.000 Öltanker und etwa 5000 Massengutfrachter, wobei insbesondere die Zahl der Öltanker in den letzten Jahren stark steigt. Täglich fahren etwa zehn bis 15 Supertanker durch die türkischen Meerengen. Für Bulgarien, Rumänien, die Ukraine und Georgien verläuft die einzige Verbindung mit dem Weltmeer durch das Marmarameer, besondere Bedeutung hat die Strecke für den Außenhandel Russlands. Die russische Handelsmarine stellt die größte Flotte auf dem Marmarameer, etwa die Hälfte des russischen Seehandels läuft über dieses Meer.
Das Marmarameer liegt auf der Strecke zwischen den Ölterminals am Schwarzen Meer und den Europäischen Häfen am Mittelmeer und dem Atlantik, auf der sämtliches Öl aus dem zentralasiatischen Teil Russlands und Aserbaidschans in den Westen transportiert wird. Durch das System der türkischen Meerengen transportierten Tanker im Jahr 2002 insgesamt 119 Millionen Tonnen Rohöl, bis 2010 sollte die Menge auf 155 Millionen Tonnen gesteigert werden. Seit dem Höhepunkt des Rohöltransports durch die Meerengen im Jahr 2004 mit etwa 158 Millionen Tonnen ging das Aufkommen infolge der Verlagerung russischer Exporte auf die Ostsee wieder auf etwa 111 Millionen Tonnen im Jahr 2016 zurück.
Für die Türkei selber hat das Marmarameer ebenso überragende Bedeutung als Fernhandelsroute. Über 90 % der türkischen Außenhandelsgüter werden über die See transportiert. Von den 100 größten Häfen des Landes befinden sich 34 am Marmarameer, die 1996 knapp die Hälfte aller Handelsgüter anlandeten. Weitere 30 liegen am Schwarzen Meer, was auf den meisten Handelsrouten die Passage des Marmarameers notwendig macht. Größter Hafen am Marmarameer ist das am Rande Istanbuls gelegene İzmit.
Quer über das Marmarameer fährt eine Vielzahl öffentlich und privat betriebener RoRo-Fähren, die den stark industrialisierten Norden und insbesondere Istanbul mit der asiatischen Seite der Türkei verbinden. Wichtige Fährhäfen neben Istanbul sind Eskihisar, Topçular, Bandırma und Ambarlı. Insgesamt fahren täglich etwa 2000 Fähren quer über das Marmarameer, ein großer Teil davon läuft bei mindestens einer Station Istanbul an.

### Fischerei

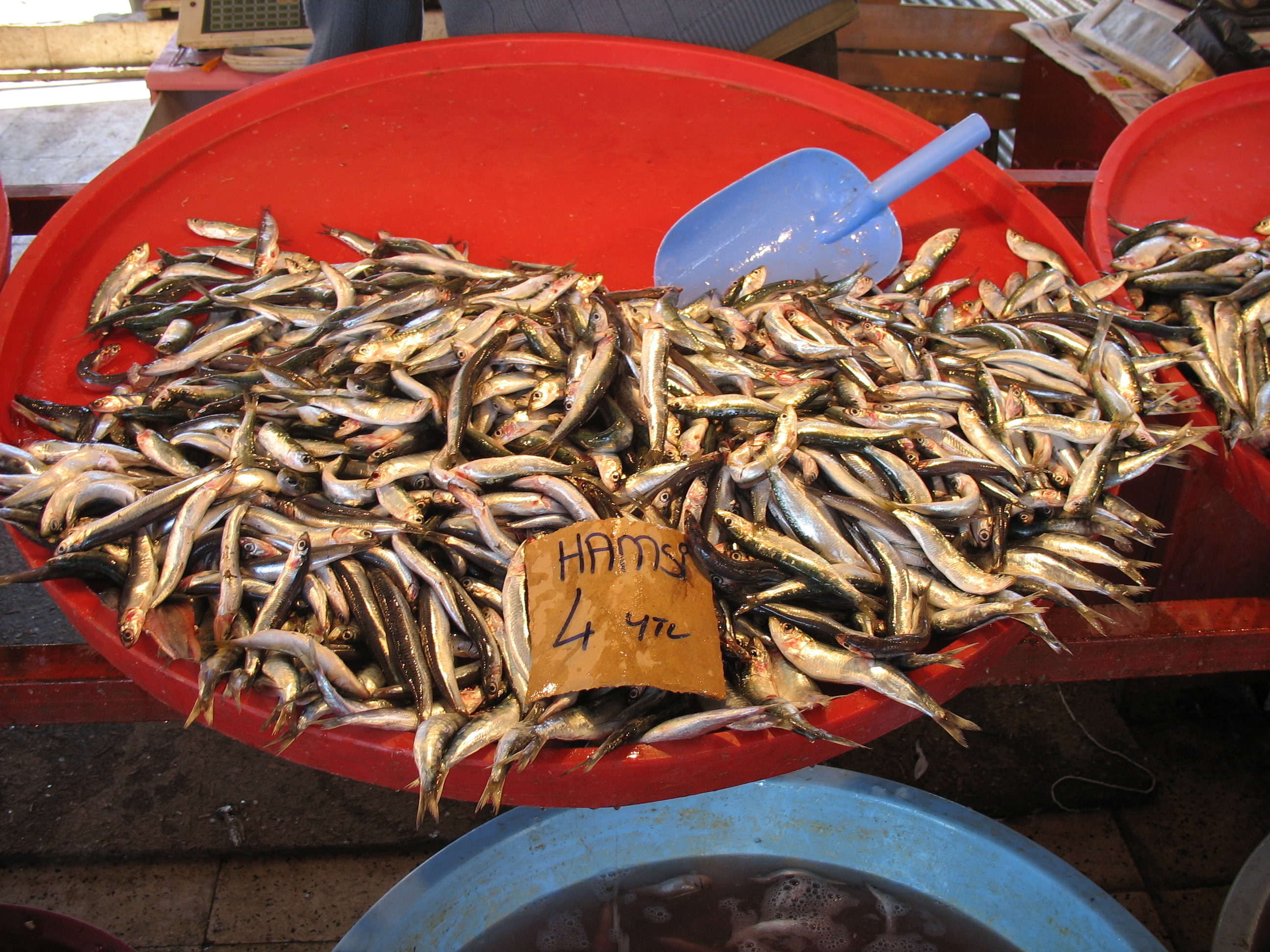
Hamsi (Sardellen) im Angebot

Fischfang im Marmarameer hat eine lange Tradition und reicht mehrere tausend Jahre zurück. Von seiner Bedeutung für die Türkei zwar klar vom Schwarzen Meer übertroffen, liegt das Marmarameer etwa auf einer Höhe mit der Ägäis und weit vor dem Fischfang im offenen östlichen Mittelmeer. Der Anteil an den türkischen Gesamtfängen schwankt etwa zwischen zehn und 15 % im Jahr, kann in seltenen Fällen aber auch fünf Prozent oder 20 % des türkischen Gesamtfangs betragen. Wichtigste Fische im Marmarameer sind mit Abstand Sardellen, die über die Hälfte der Fänge ausmachen. Der Bonito (Sarda Sarda) wird während seiner jährlichen Wanderung vom Marmarameer in das Schwarze Meer am Bosporuseingang gefangen. Andere kommerziell gefangene Fische, die von den 3000 registrierten Fischerbooten gejagt werden, sind Europäische Sprotte, Stachelmakrelen, Blaufisch, Sardine, Wittling, Roter Thunfisch, Streifenbarbe, Schwarzmeer-Steinbutt sowie Garnelen, Meeresschnecken und Tintenfische.
Insgesamt scheint es fast keinen Beifang zu geben, da fast alle gefangenen Fische auch angelandet und verwertet werden. Vermutlich sind die offiziellen Zahlen deutlich zu niedrig, sie lassen mindestens genauso einen Rückschluss auf die Berichterstattungswilligkeit wie auf den tatsächlichen Fischfang zu. Insbesondere Anlandung in den vielen kleineren Häfen, Fischfang außerhalb der Hauptsaison und von den vielen kleinen Fischerbooten findet nur selten seinen Niederschlag in der Statistik. So sind 85 % aller türkischen Fischereischiffe Boote von unter zehn Metern Länge, die zudem oft von Subsistenz- oder Nebenberufsfischern betrieben werden und kaum Daten berichten. Im statistischen Schnitt allerdings fahren auf dem Marmarameer die größten und bestmotorisierten Fischerboote der türkischen Fischereiflotte.
Seit den 1980er Jahren fahren Sardellenfischer mit Sonar auf das Meer, seit den 1990ern ist dies im Sardellenfang weit verbreiteter Standard. Istanbuler Fischer begannen 1997 damit, Sonargeräte einzusetzen, die auch andere Fische aufspüren können, was sich insbesondere gravierend auf die Bonito-Fischerei auswirkte. Ebenso trugen die hohen Kosten für ein Sonargerät, das über 200.000 USD kosten kann, dazu bei, die Fischer auf dem Marmarameer sozial zu differenzieren. Große, kapitalkräftige Unternehmer waren die klaren Gewinner des Technologiewandels, während die traditionellen und kapitalärmeren Fischer in ökonomische Randpositionen abgedrängt werden.
In den letzten Jahrzehnten hat die Jagd auf den Roten Thun stark zugenommen. Ursprünglich erfolgte der Fang mit großen Wehren vor allem in den Monaten von April bis August. Als mit dieser Methode die Erträge zurückgingen, begann im Marmarameer in den 1950er Jahren die Ringwadenfischerei in den Wintermonaten. Seit den 1980er Jahren begann die türkische Regierung die Ringwadenfischerei durch Kredite und Steuererleichterungen zu fördern, während gleichzeitig im boomenden Japan die Preise für Thunfisch stark anzogen. In den folgenden Jahren hat sich diese Fangmethode auch in den angrenzenden Gewässern der Ägäis und des östlichen Mittelmeeres ausgebreitet. Der Trend zu größeren Booten und Netzen und stärkerer Bejagung des Thunfischs verstärkte sich Anfang der 1990er, als die Sardellenerträge zurückgingen. Die Fangsaison reicht mittlerweile vom Winter bis in den Juni hinein. Während der türkische Thunfischfang sich insgesamt noch ausweitet, ist er aufgrund stark schrumpfender Bestände im Marmarameer dramatisch zurückgegangen. Der Bestand des Thunfischs ist mittlerweile im gesamten Mittelmeer akut gefährdet.

### Tourismus

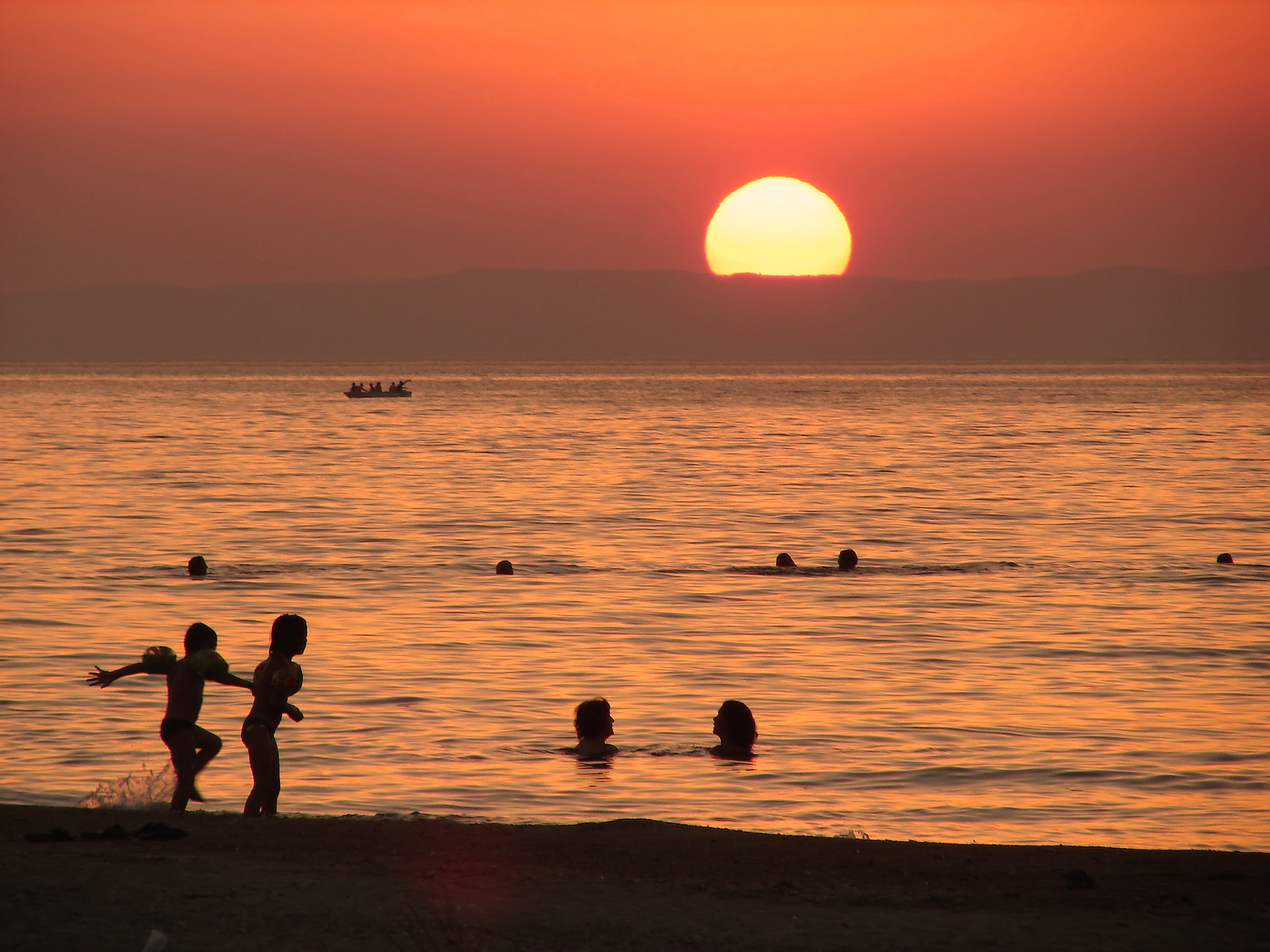
Badende auf der Insel Avşa an der Südwestküste

Während das Marmarameer an sich ein beliebtes touristisches Ziel der angrenzenden Großstädte ist, hat der Tourismus in den letzten Jahrzehnten Rückschläge erlitten. Dazu führten unter anderem der Bau mehrspuriger Schnellstraßen direkt entlang der Küste bei Istanbul, als auch die teilweise starke Verschmutzung des Meeres. So wird mittlerweile aus gesundheitlichen Gründen an einigen Stellen vom Baden abgeraten; außerdem geht vom Meer teilweise ein starker unangenehmer Geruch aus.

### Erdgas
Das größte türkische Erdgasfeld, das einen Großteil der 900 Millionen Kubikmeter jährlicher Erdgasförderung des Landes liefert, ist das Marmara-Kuzey-Feld, das sich nahe der Dardanellen im Marmarameer befindet. Als 1997 die Förderung begann, war es das erste türkische Offshore-Feld.

### Militärische Bedeutung

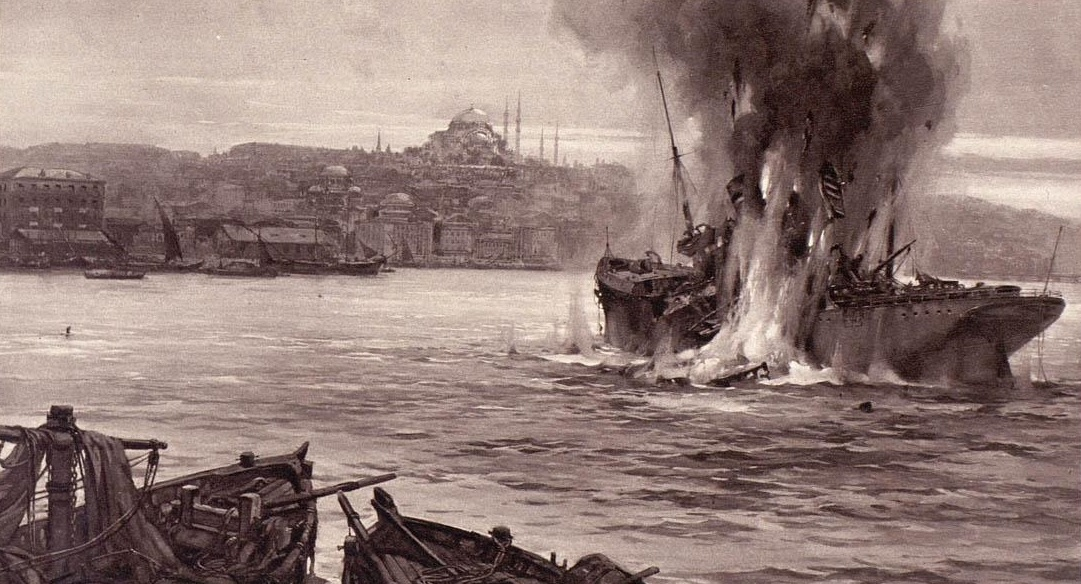
Zeichnung der London Illustrated News: Das britische Unterseeboot HMS E11 versenkt im Ersten Weltkrieg einen türkischen Transporter vor der Küste Istanbuls

Zusammen mit den anderen Teilen der türkischen Meerengen besitzt das Marmarameer große Bedeutung als einziger Zugang zum Schwarzen Meer und damit insbesondere zu Russlands Südküste, ebenso wie als zwingende Durchfahrtstrecke der russischen Schwarzmeerflotte.
Für die Türkei selber spielt das Marmarameer vor allem als Teil der türkischen Meerengen eine Rolle, für die Türkische Marine gehört das Meer mit zu dem in Istanbul ansässigen Meerengenkommando. Ebenso nutzt das Land aber auch die vergleichsweise abgeschlossene und geschützte Lage der See gegenüber anderen Ländern, das Trainingskommando hat seinen Sitz in Karamüsel an der Südküste des Meeres, die Marineakademie sitzt in Istanbul an der Nordküste. Das Hauptquartier der türkischen Marine befand sich bis 1999 bei Gölcük am Golf von İzmit, nach dem Erdbeben von Gölcük samt einem Tsunami im Golf von İzmit zog dieses jedoch an die sicherere ägäische Küste nach Izmir um.

## Schleimplage

### Abwasser als Ursache

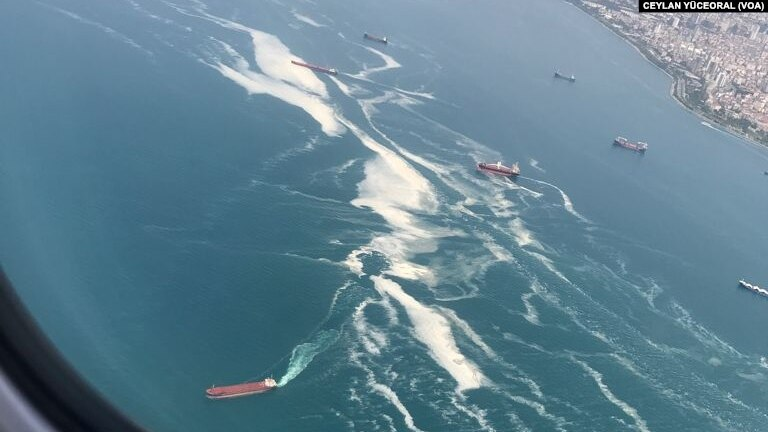
Schleimplage im Marmarameer, 2021

Durch die Strömungsverhältnisse gelangt der größte Teil der Abwässer, die ins Schwarze Meer fließen, auch ins Marmarameer, ebenso wie die gesamten Abwässer der Millionenmetropole Istanbul. Um das Marmarameer hat sich fast die Hälfte der türkischen Industrie angesiedelt. Davon siedeln alleine 40 Prozent in Istanbul. Schon in den 1990er Jahren gelangten jährlich 766 Millionen m³ Haushalts- und Industrieabwässer in das Meer. Seit den 1980er Jahren führt dies zu einer deutlichen Eutrophierung (Überangebot gelöster Nährstoffe).

### Auswirkungen

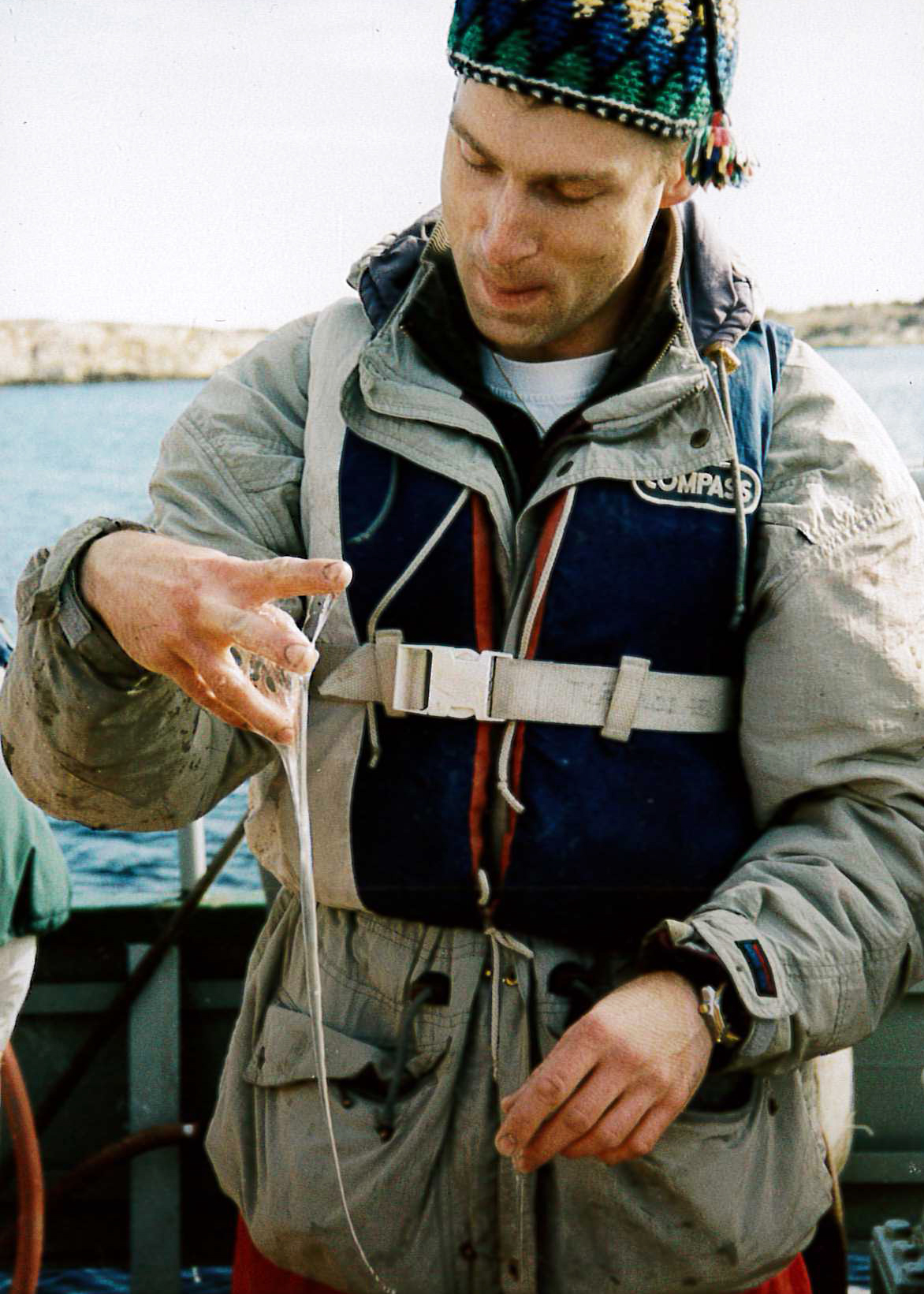
Meeresschleim – ein schneller Blick auf die Viskosität

Durch die Verschmutzung des Gewässers sank die Anzahl der Fischarten im Marmarameer von ursprünglich etwa 170 auf etwa 25 (Stand: Jahr 2021).
Insgesamt sind durch die Meeresschleimkatastrophe bereits 60 Prozent der Spezies im Marmarameer verschwunden, besonders betroffen sind am Meeresboden lebende Organismen. Das Wachstum von Muscheln wurde verlangsamt, weiche Korallen konnten von Schleim bedeckt nicht mehr das Wasser filtern. Auf lange Sicht nahm durch den fehlenden Sauerstoff auch das Zooplankton im Wasser ab, von dem sich viele Fische ernähren. Die Problematik verschärft sich durch die Zersetzung des Meeresschleims am Meeresgrund. Dabei wurde unter anderem Sauerstoff im Wasser verbraucht, was wiederum die Bildung von neuem Meeresschleim befördert.
Während schon in den 1990ern alle Abwässer, die von Istanbul direkt in das Marmarameer geleitet wurden, vorgeklärt waren, war dies nicht der Fall bei Einleitungen in den Bosporus, die ebenfalls wenig später im Marmarameer landeten. Das starke Bevölkerungswachstum Istanbuls von 2,7 Millionen Einwohnern 1980 auf 6,6 Millionen Einwohner 1990 begann in den 1980ern die bis dahin bereit gehaltenen Klärmechanismen wirkungslos werden zu lassen. Erst seit 1995 unternimmt die Stadt wieder größere Investitionen in die Abwasseraufbereitung. Von 1995 bis 2005 sank die Zahl der ungeklärt in Istanbuls Küsten abgeleiteten Abwässer von 84 Prozent auf 5 Prozent. Während 1995 noch 211.000 m³ am Tag geklärt wurden, waren es 2005 1.910.000 m³. Während für das Marmarameer eine dreistufige Klärung inklusive einer Stickstoff- und Phosphor-Klärung vorgesehen ist, erachtet die Istanbuler Wasserverwaltung eine einstufige Klärung für Abwässer, die tief unterseeisch in den Bosporus eingespeist werden, für ausreichend.
Obwohl die Türkei Anfang der 2000er Jahre Anstrengungen unternommen hat, das Abwasserproblem zu bekämpfen, kam ein Bericht der OECD aus dem Jahr 2008 zu dem Schluss, dass die Wasserqualität im Meer weiter sank. Es sei laut dem Bericht weiter über die Hälfte des industriellen Abwassers ungeklärt in das Meer oder darin mündende Flüsse eingeleitet worden. Dies enthält oft Quecksilber, Blei, Chrom und Zink. Besonders gefährdet sind der Golf von İzmit und der Golf von Gemlik, in denen sich das verschmutzte Wasser aus Bosporus und lokalen Zuflüssen sammelt. Der am stärksten durch Abwasser belastete Teil des Marmarameeres ist die Küste bei Bursa. Dort fließen sowohl die Abwässer der Millionenstadt Bursa als auch die Industrieabwässer der Industriezone Bursa ungeklärt über den Nilüfer in das Meer.
Der vergleichsweise geringe Sauerstoff- und Salzgehalt des Oberflächenwassers begünstigt darüber hinaus Bakterien, während sie die Effektivität natürlichen Abwasserabbaus verlangsamen.

### Schiffsabwasser
Der dichte Schiffsverkehr stellt eine zusätzliche Gefährdung für das Marmarameer dar. Die Schiffe lassen beträchtliche Mengen an Abwässern ab, die das Meer direkt und ungeklärt belasten. Verunreinigungen durch Unglücke im Meer oder im Bosporus können sich monatelang im Meer halten und führen dabei zu dauerhaften Ablagerungen im Sediment. Eine Lotsenpflicht im Bosporus und den stark befahrenen Abschnitten des Marmarameeres lässt sich aufgrund des schwierigen internationalen Status nicht durchsetzen. Obwohl die Lotsengebühren im internationalen Vergleich eher niedrig sind, fahren viele Schiffe ohne Lotsen. So gab es zwischen 1948 und 2005 über 700 Schiffsunglücke in den türkischen Meerengen.

### Schiffsunglücke
Bedeutende Tankerunglücke in den letzten Jahrzehnten fanden 1979 und 1999 statt. Am 11. November 1979 stieß das griechische Frachtschiff Evriali mit dem vor Anker liegenden rumänischen Tanker Independența südlich des Istanbuler Hafens zusammen. Laut türkischer Presse soll der griechische Kapitän angetrunken gewesen sein. Trümmerteile flogen bei der Explosion über 15 km weit ins Landesinnere. Bei dem Unglück, bei dem 43 Menschen starben, liefen insgesamt 95.000 Tonnen Schweröl in die See, der Tanker brannte drei Wochen lang und zerstörte am 6. Dezember in einer großen Explosion Teile der Küste. Brennendes Öl lief ins Meer und an die Küste. Die Aufräumarbeiten dauerten mehrere Jahre, Tourismus und Fischerei gingen in den folgenden Jahren um 40 beziehungsweise 25 Prozent zurück. Am 29. Dezember 1999 brach während eines Sturms der Schweröltanker Volgoneft-248 mit 4365 Tonnen Öl an Bord südlich von Istanbul im Meer auseinander. Während kurz nach dem Auseinanderbrechen 1300 Tonnen Schweröl in das Meer gelangten und fünf Kilometer Küste verunreinigten, lief der Rest des Öls durch kleinere Lecks bis zum Sommer 2000 aus dem Schiff. Darüber hinaus flossen bei einer Kollision des zypriotischen Tankers Nassia am nördlichen Ende des Bosporus im Jahr 1994 insgesamt 13.500 Tonnen Schweröl ins Meer.

### Maßnahmen 2021
Im Juni 2021 stellte Umweltminister Murat Kurum einen interdisziplinären Aktionsplan vor, um das Problem des seit Jahren zunehmenden Meeresschleim zu beseitigen. Unter anderem sollen innerhalb von drei Monaten neue Bestimmungen für die Behandlung und Entsorgung von Abwässern erlassen werden und bisher nur mechanisch reinigende Kläranlagen in den kommenden drei Jahren um eine biologische Abwasserbehandlungsstufe erweitert werden. Bis zum Jahr 2030 sollen 15 Prozent der Abwässer wiederverwendet werden. Zudem soll noch im Jahr 2021 mehr als ein Drittel des Marmarameers als Schutzgebiet ausgewiesen werden.

## Geschichte

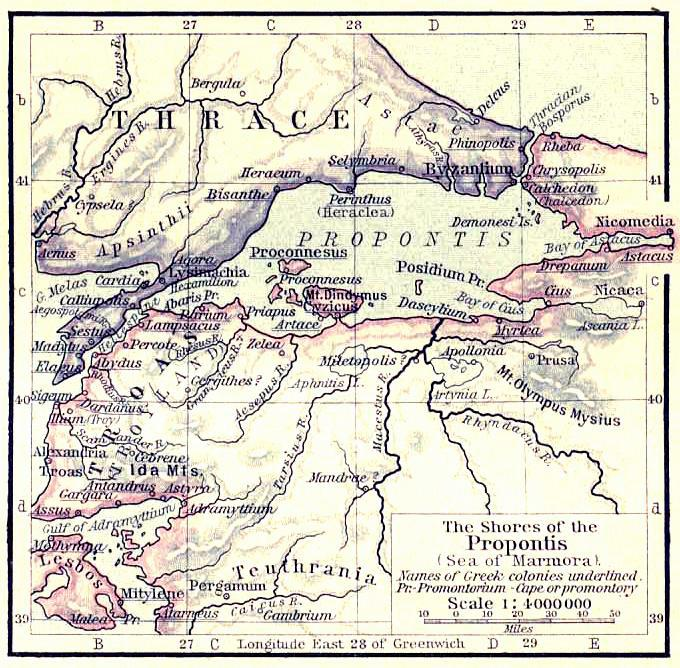
Hellespont und Propontis in der Antike

Seit etwa 3000 v. Chr. gleichen die Wetter- und Strömungsbedingungen auf dem Marmarameer den heutigen Bedingungen. Archäologische Funde lassen darauf schließen, dass schon in der Bronzezeit Kontakt zwischen den Ufern des Meeres bestand.
Seit der Stadtgründung von Byzantion (heute Istanbul) an der Küste des Meeres dient es zur lokalen und regionalen Versorgung der Stadt. Bauholz, landwirtschaftliche Erzeugnisse und Wein wurden direkt von den anderen Küsten nach Istanbul geschifft. Fischerei im Marmarameer im Bosporus gehörte neben den Zöllen zu einer wichtigen Einnahmequelle der Stadt. Bonitos und Thunfische finden sich als Symbol der Stadt ebenso wie auf Münzen aus dem 1. bis 3. Jahrhundert n. Chr.
Im 17. Jahrhundert bekam die 700.000-Einwohner-Stadt Istanbul von den Städten und Dörfern am Marmarameer Getreide, Obst und Gemüse, während spezialisiertere Waren wie Oliven oder Rosinen aus dem Süden der türkischen Ägäis, Lammfleisch sogar aus dem Balkan, über das Meer in die Stadt kamen. Die überragende Rolle von Istanbul wird auch dadurch deutlich, dass die Stadt Tekirdağ an der Nordküste dauerhaft die Rolle eines Zweithafens für die größere Stadt spielte. In der frühen Neuzeit hatten die dortigen Lagerhäuser den Zweck, Reis und anderes Getreide aus dem südlichen Mittelmeerraum anzulanden und aufzubewahren, bis es in Istanbul benötigt wurde.
In der Spätphase des Osmanischen Reichs war das Meer an einzelne Dörfer verteilt. Der Fischfang mit Fischwehren war, im Gegensatz zu anderen Küstengebieten der Türkei, häufig. Ein striktes Territorialitätsprinzip herrschte, bei dem – analog zu Landgebieten – die Autoritäten in Istanbul verschiedene Seegebiete exklusiv einzelnen Dörfern zuteilten, so dass nur Fischer aus diesen Dörfern dort auf Fang gehen durften. Auch wenn diese Verbote vor allem dem Schutz der Fischer vor Konkurrenz dienten, gab es auch Ansätze zur Ressourcenschonung: So war etwa der Einsatz besonders kleinmaschiger Sardellennetze zeitlich beschränkt, ebenso wie es wohl ungeschriebenes Gesetz war, dass andere Fische unter einer bestimmten Größe ins Meer zurückgeworfen wurden.
Neben der starken Bedeutung als Transitstrecke für den Fernhandel spielte auch der Marmaramarmor von der gleichnamigen Insel, der über das Marmarameer in den östlichen Mittelmeerraum verschifft wurde, eine wichtige Rolle als Exportgut.